# Tricimba humeralis
Tricimba humeralis är en tvåvingeart som först beskrevs av Friedrich Hermann Loew 1858.  Tricimba humeralis ingår i släktet Tricimba och familjen fritflugor. Arten är reproducerande i Sverige. Inga underarter finns listade i Catalogue of Life.